# Augusto Pierantoni
Augusto Pierantoni, född den 24 juni 1840 i Chieti, död den 12 mars 1911 i Rom, var en italiensk folkrättslärare. Han var från 1868 gift med författarinnan Grazia Pierantoni-Mancini.
Pierantoni blev 1865 professor i Modena, 1871 i Neapel och 1876 i Rom samt utnämndes 1883 till senator. Han deltog 1873 i stiftandet av "Institut de droit international" och blev hedersledamot av det samt ledamot av den permanenta skiljedomstolen i Haag. Pierantonis rika och betydande vetenskapliga författarskap gjorde honom känd långt utanför Italiens gränser. Här kan nämnas Dall' abolizione della pena di morte (1865), Il progresso del diritto pubblico e delle genti (1866), Storia degli studi del diritto internazionale in Italia (1870, ny upplaga 1902; tysk översättning 1872), Storia del diritto internazionale nel secolo XIX (1876), La Norvegia e la Svezia, stati independenti (1905) och Il diritto civile e la procedura internazionale codificati nelle convenzioni dell' Aja (1906).